# Корсунський монастир
Корсунський монастир — невеликий православний монастир заснований архімандритом Йоасафом за дорученням князя Григорія Потьомкіна з дозволу російської імператриці Катерини II в 1784 році. Монастир знаходитися в 15 км від міста Нова Каховка в селі Корсунка Херсонської області за адресою: вул. Набережна, (кол. Комінтерну) 50.

## Історія
У 1784 році, після насильницького включення Криму до складу Російської Імперії замість Кримського татарського ханства була заснована Таврійська область, яка згодом була перетворена на Таврійську губернію.
Слідом за цими подіями на цю територію стала переїжджати велика кількість жителів сусідніх держав. Одночасно з цим сюди приїхала і група старовірів, що відокремилися від церкви, і які бажали відновлення в старообрядництві законного священства — так 26 серпня 1785 російською імператрицею Катериною II був підписаний указ, згідно з яким було дозволено будівництво свого монастиря, а для всіх старообрядців, які бажають оселитися там були відведені землі.
Після чого, в 1787 році, за розпорядженням Григорія Потьомкіна було розпочато будівництво монастиря в урочищі Карай Дубина, в Таврійській області Російської Імперії на лівому березі Дніпра, поблизу поселення Велика Знам'янка.
Перша церква на честь Корсунської Божої Матері була збудована з дерева в вже 1790 році, але, через два роки, в 1792 вона згоріла під час пожежі. Тому, в 1795 році замість неї була побудована нова будівля, яка була перетворена на церку Святого Миколи Чудотворця.
Після чого, в 1796 було вибрано нове місце для монастиря і вже до 1803 року будівництво кам'яного монастиря було завершено.
Монастир був обнесений камінними мурами, а по його кутах яких збудовано 4 кам’яні башти, які були прикрашені восьмикутними хрестами. А ще одна башта розташовувалася над воротами. До 1857 року біля храму був побудований цвинтар, до якого від Східних воріт була вимощена архієрейська дорога  обсаджена фруктовими деревами.
До 1845 року навколо території монастиря було побудовано три церкви — імені Святого Миколая, Святого Михайла і Святого Димитрія Солунського, а також архієрейський будинок, невелика духовна академія, трапезна та кілька келій. У тому ж році монастир став приймати й православних іноків, а після 1850-х перетворився на виключно православну обитель.
До перевороту 1917 року і приходу до влади більшовиків Корсунський монастир входив до трійки найбільш шанованих монастирів Херсонської єпархії.
За часів перебування України під радянською окупацією Корсунський монастир на ряду з іншими був експропрійований і переданий у володіння одного з колгоспів Херсонської області. У 1930-х роках монастир остаточно припинив свою роботу і поступово приходив в запустіння. Після Другої Світової війни в приміщенні монастиря знаходився дитячий будинок. У 1950-х монастирі й церкви в регіони були розібрані, збереглися лише залишки церкви Святого Димитрія, і Святого Михайла, а також трапезна і частина церковного огороження. А з 1969 року на місці монастиря розташовувався виправний табір для неповнолітніх.
У 1990-х роках монастир остаточно прийшов в запустіння і припинив своє функціонування, однак, в 1999-2009 роках був відновлений і продовжив свою роботу як єпархія УПЦ МП.
У 2023 році монастир зазнав руйнувань після підриву росіянами Каховської ГЕС . 

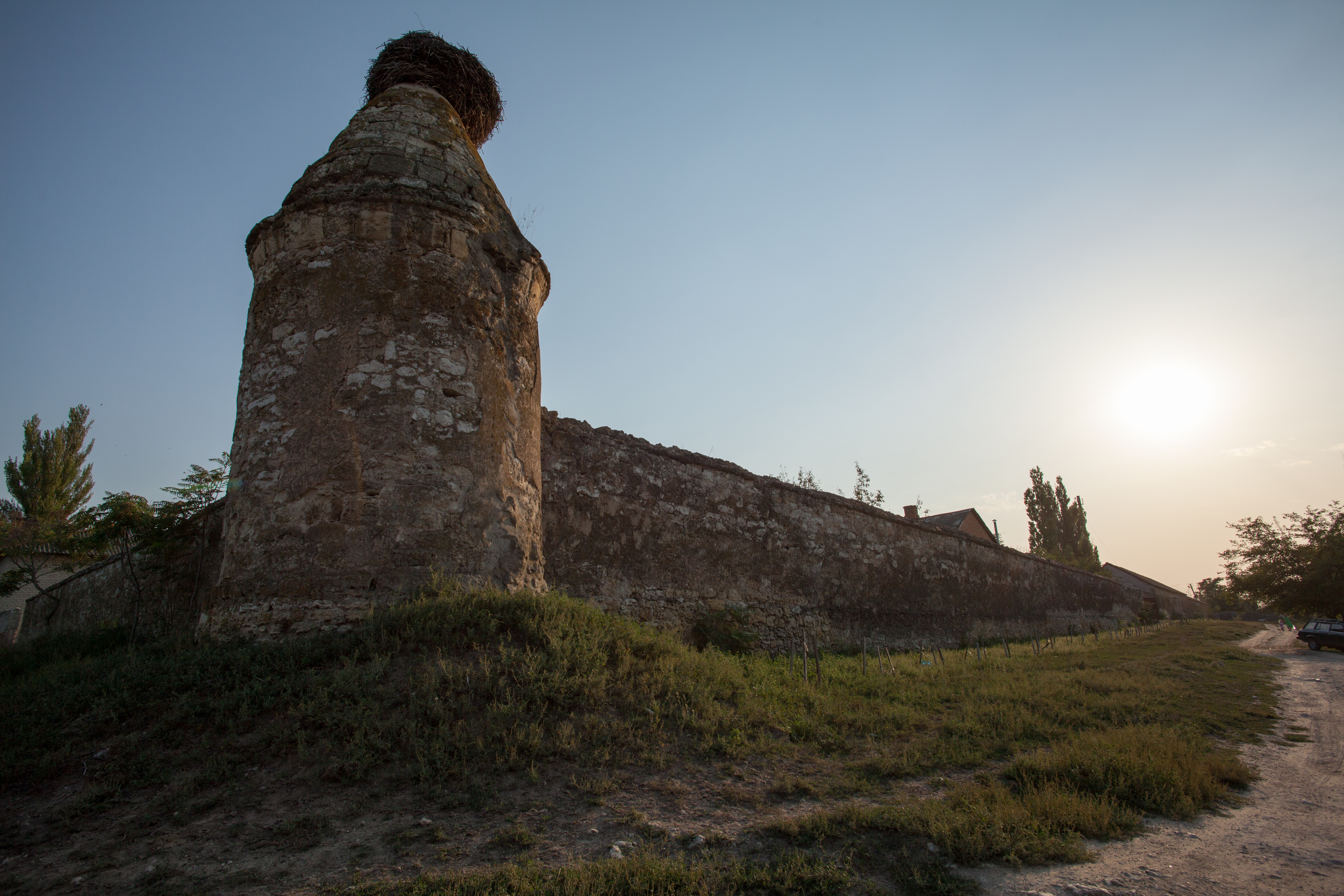
Руїни мурів Корсунського монастиря
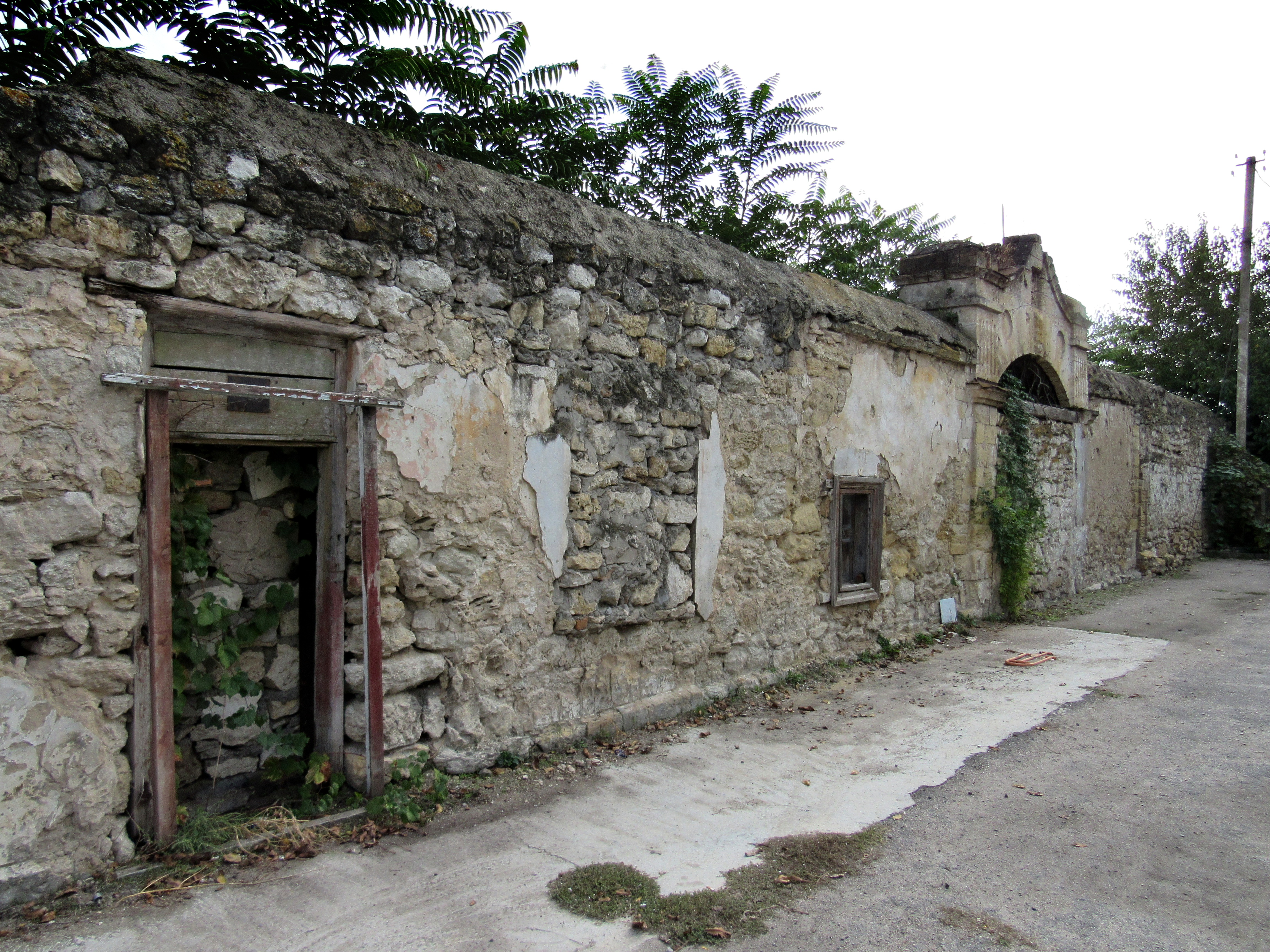
Руїни огороження монастиря
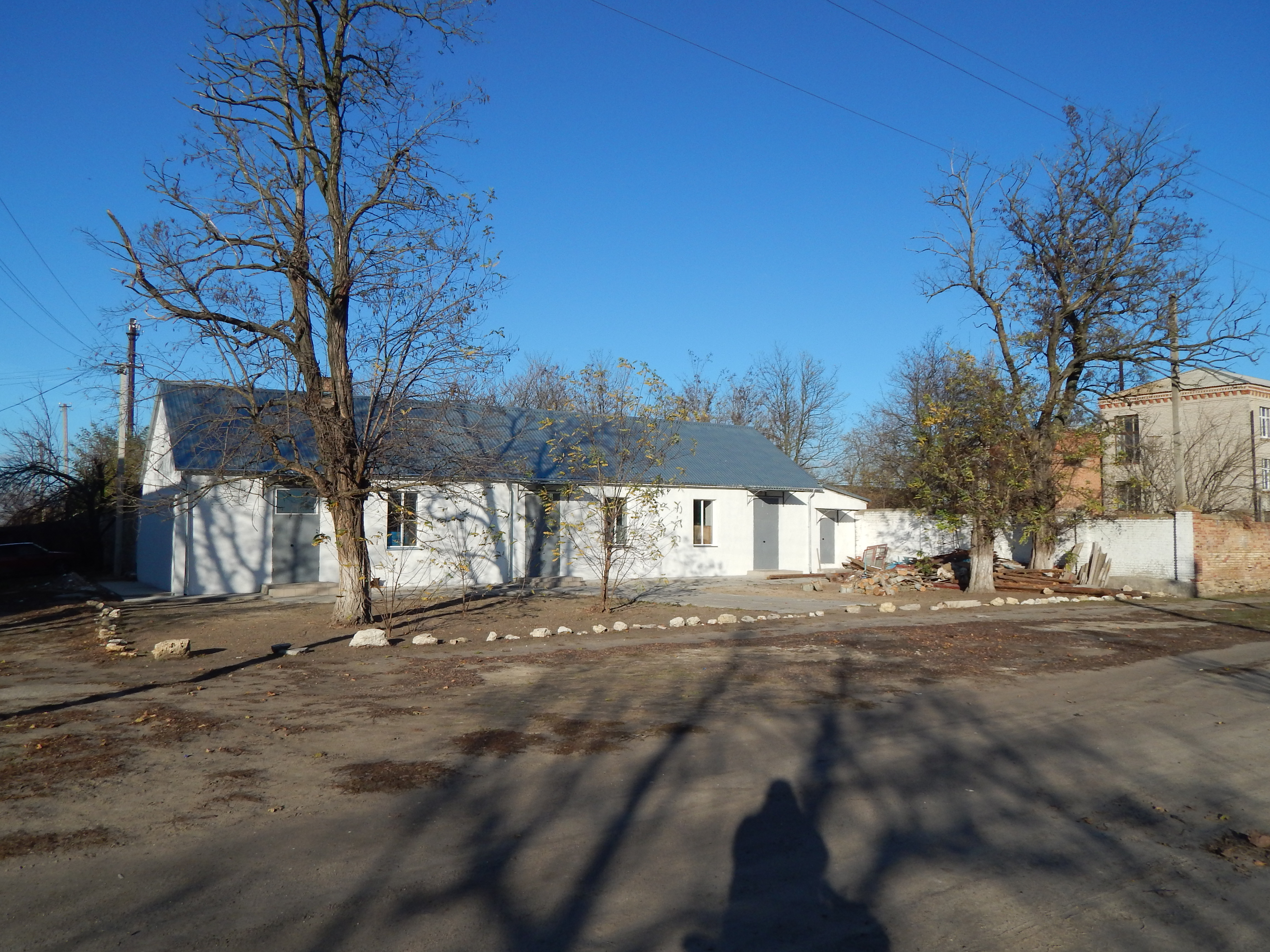
Монастирська школа
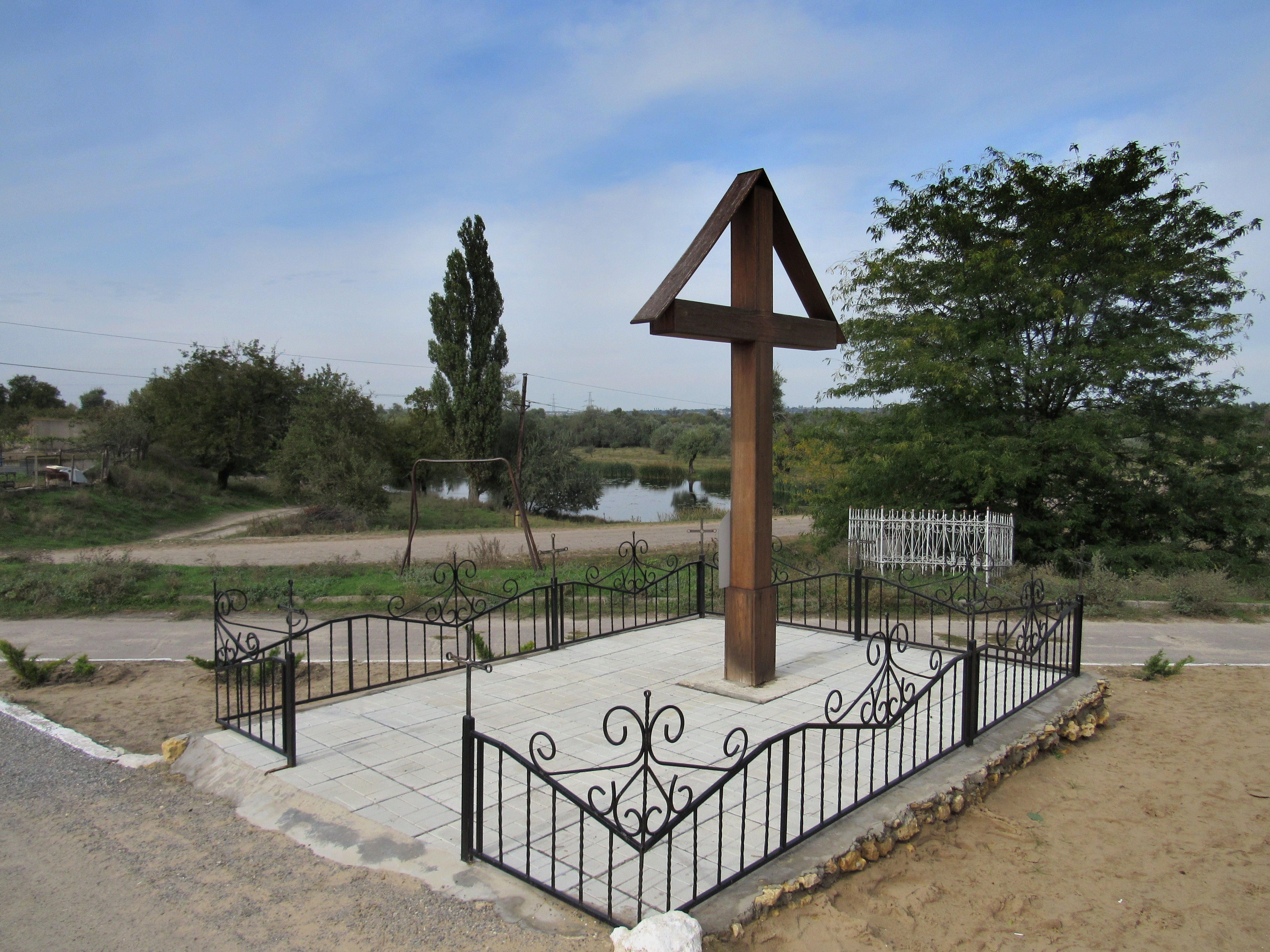
Хрест на цвинтарі біля монастиря
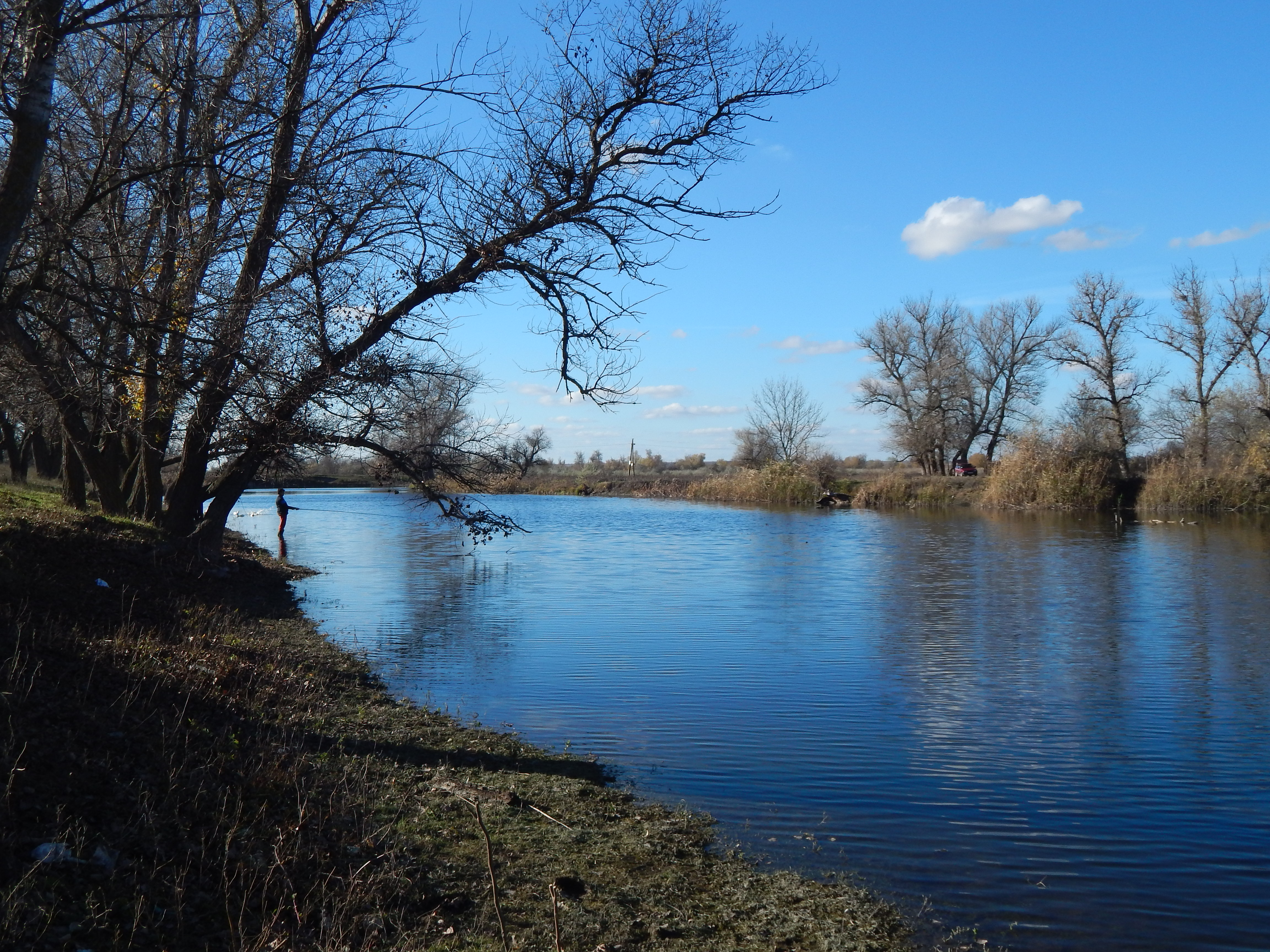
Берег річки Кам'яниха біля монастиря